# Tri Bleiz Die
Tri Bleiz Die (рус. Три волка Бога) — панк-рок-группа из города Нант в исторической области Бретань.
В своих песнях, написанных исключительно на бретонском языке, группа сочетает типичные рок-инструменты (электрогитара, бас, барабаны) с традиционными инструментами, такими как бомбарда, флейта и скрипка. Лирика связана с независимостью Бретани, социальными вопросами, а некоторые песни являются современными адаптациями произведений бретонского фольклора.

## История
Группа была создана в Нанте в 1998 году вокалистом Стефаном и гитаристом Лораном.
За свою музыкальную карьеру Tri Bleiz Die записали четыре альбома: в 1999 — EP Disuj (рус. Мятежный), в 2001 — первый полноценный альбом под названием Dalc'homp Mat ! (рус. Сопротивляйся!), в 2003 — Arabat Dekoniñ Memestra (рус. Не стоит возиться) и в 2005 последний альбом — Milendall (рус. Лабиринт).
Группа распалась 21 октября 2006, дав заключительный концерт в дулонском молодёжном центре в Нанте, тем не менее, 27 октября 2007 они выступили на концерте в поддержку создания бретоноязычной школы в Шатолене.
Tri Bleiz Die закончили карьеру, дав более сотни концертов во Франции, Бельгии, Испании и Чехии, и продав почти 300000 дисков.

## Состав
На момент распада
- Стефан (Stéphane Guérois) — вокал, гитара, бомбарда, флейта (1998 — 2006);
- Лоран (Laurent Moulin) — соло-гитара, флейта (1998 — 2006);
- Флориан (Florian Herry) — скрипка (2000 — 2006);
- Гаино (Gwenolé Michenaud) — ударные (2000 — 2006);
- Эрван — бас-гитара (2004 — 2006).

Бывшие участники
- Ману — скрипка (1998 — 2000);
- Патрик — ударные (1998 — 2000);
- Вивиен — вокал, бас (1999);
- Антон — бас-гитара (1999 — 2000);
- Паскалито (Pascal Bossis) — бас-гитара (2001 — 2004).

## Дискография
1. Ar Sorserez (рус. Ведьма)
2. Gwerz Miloù (рус. Плач Милу)
3. Son ar Stêr (рус. Песнь о реке)
4. Ar Gêr a Is (рус. Город Ис)
5. Tri Bleiz Die (рус. Три волка Бога)

1. Ar Gêr a Is (рус. Город Ис)
2. Marvailh Bekasin (рус. Легенда о бекасе)
3. Ai'ta (рус. Мужество)
4. Son ar Stêr (рус. Песнь о реке)
5. C'hwec'h Merc'h Gwerc'h (рус. Шесть молодых девственниц)
6. Tri Bleiz Die (рус. Три волка Бога)
7. Pok Ma Revr ! (рус. Поцелуй меня в задницу!)
8. Gwad, C'hwez ha Daeroù (рус. Кровь, пот и слёзы)
9. Skuizh on aet gant ar Mor (рус. Меня тошнит от моря)
10. Son ar Butun (рус. Песнь о табаке)
11. Gwerz ur Paour-kaezh Lonker Anvet Miloù (рус. Плач пьяницы по имени Милу)
12. War Bont an Naoned (рус. На нантском мосту)

1. Poultrenn (рус. Пыль)
2. Ar Bleiz, al Louarn hag ar Gaerell (рус. Волк, лисица и ласка)
3. Ar Re C'hlas (рус. Зелёные)
4. Arabat Dekoniñ Memestra (рус. Не стоит возиться)
5. Dalc'homp Mat ! (рус. Сопротивляйся!)
6. Didredan (рус. Отключен)
7. Gwalldaol (рус. Попытка)
8. Daoulagad Kloz (рус. С закрытыми глазами)
9. Taol Pled ! (рус. Осторожно!)
10. Ar Gorriganed (рус. Эльфы)
11. Tec'h, tec'h, tec'h (рус. Беги, беги, беги)
12. Gwerz paotr Loeizig (рус. Крик Луи)

1. Bro Gozh ma Zadoù (рус. Древняя страна моих отцов)
2. Dazont Ebet (рус. Нет будущего)
3. Ar C'hortoz (рус. Ожидание)
4. Er-maez (рус. Наружу)
5. 14/07
6. Bec'h dezhi (рус. Держись)
7. Ar Sorserez (рус. Ведьма)
8. Bouzar, dall ha mut (рус. Слепой, глухой и немой)
9. Deiz pe Zeiz (рус. В то или иное время)
10. Sac'h Koac'h (рус. Мешок дерьма)
11. Ar Gorrandonez (рус. Фея)
12. Mil-hent-dall (рус. Лабиринт)

1. Mil nozvezh karantez (рус. Тысяча ночей любви)